# Skjern-Videbæk-banen
Skjern-Videbæk-banen – eller bare Videbækbanen – var en dansk statsbane mellem Skjern og Videbæk 1920-55 (godstrafikken fortsatte til 1981).

## Historie
Allerede i 1870'erne drøftede man etableringen af jernbaner i Vestjylland, og i 1879 var en linjeføring fra Herning over Videbæk til Skjern på tale, men det blev i stedet til den mere direkte strækning over Kibæk og Troldhede i 1881. I 1901 dukkede et forslag om en jernbane mellem Herning og Skive op, og i oplægget til den store jernbanelov i 1908 enedes Folketinget om anlægget af en statsbane fra Skjern til Skive. Landstinget beskar anlægget til Skjern-Videbæk, dog med bemærkning om at banen senere kunne forlænges til Skive.
Anlægget af banen som en let, uindhegnet bane blev indledt i 1918. Videbæk Station blev placeret lidt uden for byen fordi man regnede med, at banen skulle forlænges til Skive. Forlængelsen blev først vedtaget 6. maj 1921, men aldrig gennemført. Ved lov af 20. maj 1933 blev dette projekt helt opgivet.

## Strækningsdata
- Åbnet 15. november 1920
- Længde: 19,5 km
- Sporvidde: 1.435 mm
- Skinnevægt: 32 kg/m
- Maks. hastighed: 45 km/t
- Persontrafik ophørt 2. oktober 1955
- Godstrafik ophørt 1. juni 1981

## Standsningssteder
- Skjern station (Sj) i km 0,0 – forbindelse med Den vestjyske længdebane og Skanderborg-Skjern-banen.
- Kongsholm station (Øo) i km 5,0. Ensomt beliggende.
- Sædding station (Æg) i km 9,2. Lå i Rækker Mølle, som delvis ligger i Sædding Sogn.
- Risdal trinbræt (Rdt) i km 12,8 havde 1920-22 sidespor, hvor der blev læsset brunkul, som tilførtes med en tipvognsbane.
- Herborg (Er) station i km 15,1.
- Videbæk trinbræt (Dæt) ved Gammel Kongevej blev anlagt i 1930, fordi stationen lå så langt fra bymidten.
- Videbæk station (Dæ) i km 19,5.

### Bevarede stationsbygninger
Alle stationsbygninger er bevaret.
- Kongsholm: Kongsholm Stationsvej 3
- Sædding: Dyssevænget 40, Rækker Mølle
- Herborg: Genforeningsvej 17
- Videbæk: Stationsvej 40

## Trafikken
Trafikken på banen levede ikke op til forventningerne, og snart begyndte drøftelserne om banens fremtid. DSB's sidebaneudvalg foreslog, at man enten nedlagde persontrafikken og varetog godstrafikken med rangertraktor fra Skjern eller at man motoriserede persontrafikken, hvilket skete med de små motorvogne Litra Me.
Under 2. verdenskrig voksede banens trafik og der måtte atter indsættes damplokomotiver, men da krigen var ovre normaliseredes trafikken og Triangel-motorvognene vendte tilbage i form af Litra Mc og Litra Mf.

## Nedlæggelsen
Efter nedlæggelsen af persontrafikken i 1955 fortsatte godstrafikken. I Videbæk solgte man stationsbygningen og arealerne nord for hovedvejen, og der blev anlagt læssespor syd for hovedvejen. I 1970 fjernedes læssesporene i Kongsholm, Sædding og Herborg samt krydsningssporet i Sædding. Herefter havde kun Videbæk (og Skjern) læssespor, indtil godstrafikken helt ophørte i 1981.
I 1993 solgte DSB banen til kommunerne Skjern og Videbæk samt Ringkøbing Amt. Banen blev overdraget til Skjern-Videbæk Veteran Jernbane (VSVJ), som var stiftet 24. juli 1992. Den 22. december 1998 blev VSVJ lagt sammen med VestJysk Model-Jernbane til Videbæk-Skjern Veteran- og Modeljernbane (VSV&MJ). Foreningen købte i september 1999 stationsbygningen i Herborg for at bruge den som klubhus, hvor der kunne opbygges modeljernbane. Foreningen råder over køretøjer til vedligeholdelse af jernbanestrækningen og udlejer 15 skinnecykler, som den har i remise ved Herborg Station. Udlejningen varetages af Astrup Købmandshandel.

## Strækninger hvor banetracéet er bevaret
Banetracéet er bevaret og tilgængeligt på 16½ af banens 19½ km. Der ligger stadig skinner på 12½ km, hvor der kan køres med skinnecykler.
- Grussti gennem det vestlige Skjern fra Bredgade til Ringvejen
- Højvang Mink har en vej over sporet, men portene kan åbnes
- Viadukt under en bivej nord for Kongsholm
- Mellem Herborg og Videbæk ligger skinnerne endnu, men der er lagt grus mellem dem
- Grussti fra mejeriet til rutebilstationen i Videbæk